# 上中島村 (富山県)
上中島村（かみなかじまむら）は、かつて富山県下新川郡にあった村。
地名の『上中島』の由来は、治水施設の不備であった頃、梅雨期から台風期にかけて早月川、角川の両川に囲まれた地域がしばしば氾濫により川中島状を呈することがあった場所の上部であったことに由来する。

## 沿革
- 1889年（明治22年）4月1日 - 町村制の施行により、下新川郡吉野村、早月上野村、浅生村、有山村、升方村、上椿村、下椿村、升田村、湯上村、岩高村、川津村、出村、弥源寺新村、早月川原村及び斉木村の区域をもって、下新川郡上中島村が発足する。
- 1952年（昭和27年）4月1日 - 下新川郡魚津町、道下村、片貝谷村、加積村、経田村、天神村、上中島村、下中島村、西布施村、上野方村、下野方村及び松倉村が合併して、魚津市が発足する。

## 歴代村長
出典→
1. 武隈昌三（1889年7月25日 - 1890年12月10日）
2. 武隈兼良（1890年12月15日 - 1892年4月15日）
3. 今井喜一郎（1892年4月16日 - 1897年4月15日）
4. 高島義一（1897年4月15日 - 1902年4月18日）
5. 梅崎次助（1902年4月20日 - 1906年4月18日）
6. 浅井竜次郎（1906年4月20日 - 1910年4月19日）
7. 浦田太三郎（1910年4月20日 - 1917年3月13日）
8. 三浦作（1917年3月16日 - 1925年3月15日）
9. 浅井竜次郎（1925年3月20日 - 1929年3月19日）
10. 河口与次郎（1929年3月25日 - 1929年4月12日）
11. 今井助七郎（1929年4月15日 - 1929年5月9日）
12. 河口与次郎（1929年8月1日 - 1931年1月2日）
13. 浅井竜次郎（1931年2月1日 - 1935年2月10日）
14. 河口助之丞（1935年2月28日 - 1939年2月27日）
15. 河口源平（1939年3月31日 - 1941年4月28日）
16. 梅崎次助（1941年6月27日 - 1945年6月26日）
17. 浦田太郎（1945年8月10日 - 1947年2月28日）
18. 広世幸作（1947年4月6日 - 1951年4月5日）
19. 河口助之丞（1951年4月10日 - 1952年3月31日）